# Wybunbury
Wybunbury – wieś i civil parish w Anglii, w hrabstwie ceremonialnym Cheshire, w dystrykcie (unitary authority) Cheshire East. W 2011 roku civil parish liczyła 1459 mieszkańców. Wybunbury jest wspomniana w Domesday Book (1086) jako Wimeberie.